# عبد الجليل الطبطبائي
عبد الجليل بن ياسين بن إبراهيم البصري الطباطبائي (1775 - 1853 م) (1190 - 1271 هـ) شاعر عراقي عاش معظم حياته في إقليم البحرين في النصف الأول من القرن التاسع عشر الميلادي. ولد في البصرة ونشأ بها، ارتحل منها إلى الزبارة في قطر، ومكث فيها حتى استيلاء ابن سعود عليها، فانتقل إلى البحرين عام 1843، ثم إلى الكويت حيث استقر فيها. عرف بفضله وأدبه وعلمه. توفي في مسقط رأسه أو يقال في مدينة الكويت. من آثاره ديوان شعر طبع عام 1883. 

## السيرة الذاتية
الشيخ سيد عبد الجليل بن سيد ياسين بن سيد إبراهيم بن سيد طه بن خليل بن صفي الدين الطبطبائي  ولد في البصرة عام 1776م الموافق 1190هـ.
احتضنته الكويت ووفرت له المناخ الذي يعبر فيه عن مشاعره.

## نشأته وترحاله
نشأ في اسرة توارثت العلم والتقى والورع، وكثر فيها العلماء والمربون فكان لذلك أثره الكبير في اتجاهه نحو العلم واكتساب المعرفة خاصة وأن والده عالما من علماء الدين الذين حصلوا على نصير وافر من الدراسة.
تلقى معظم علومه الأولى في اللغة والحساب وعلوم الدين من والده ومعلمه الذي كان يأتي إلى البيت ليعلمه، ثم لزم عدد من علماء عصره واخذ منهم، مثل الشيخ عبد الله بن محمد بن فيروز.
عاش الشاعر فترة في البصرة والحجاز والبحرين ثم استقر في السنوات الاخيرة من حياته في الكويت.
انتقل من البصرة إلى الزبارة في قطر وأقام هناك مدة من الزمن، ثم ارتحل إلى الكويت وأقام فيها في حي القبلة، وبدأ ينشر بين الناس ما حفظه وتعلمه من علوم شرعية وأدبية عام 1258هـ - 1842م. ويعد مؤسس النهضة الادبية في الكويت 

## دراسته
درس الطبطبائي علوم القرآن وحفظه في طفولته وتعرف على علماء بغداد وتعلم بعض مبادئ الحساب والنحو واللغة والفقه والحديث، وكان ميالا لدراسة الادب وحفظ الشعر أكثر من غيره وكان يحب مجالسة الشعراء والادباء، وكان يتمتع بحافظة قوية افادته في حفظ الشعر.

## ديوانه
أصدر ديوانه الشعري الأول (روض الخل والخليل) الذي طبعه في الهند ويحمل مجموعة من القصائد التي لا يميزها شيء إلا المديح الملك عبد العزيز آل سعود.